# Молния (часы)
«Молния» — марка часов, выпускающихся Челябинским часовым заводом с 1947 года.

## История
Челябинский часовой завод «Молния» начал выпуск продукции 17 ноября 1947 года на основании распоряжения Совета Министров СССР. Первое время основным заказчиком часов было Министерство обороны СССР. Выпускались наручные, карманные, настольные и настенные часы.
Также было налажено производство специальных авиационных часов АЧС-1М, часов, устанавливаемых в танках, подводных лодках и космических кораблях.
Существовали карманные часы «Молния», выпускаемые специально для горняков, железнодорожников и слепых.
Для США и Канады карманные часы «Молния» выпускались под маркой «Marathon».

## Сегодня
Основной продукт завода — карманные часы с фирменной гравировкой (военной, исторической, природной и т. д.). Примерно 80 % работ по сборке и оформлению карманных часов делается вручную.
В октябре 2007 года завод «Молния» прекратил производство потребительской продукции.
В 2015 г. произошло возобновление производства карманных часов на китайских механизмах 2650S, производятся и наручные часы АЧС-1 с кварцевым японским механизмом Miyota 6S11:
.

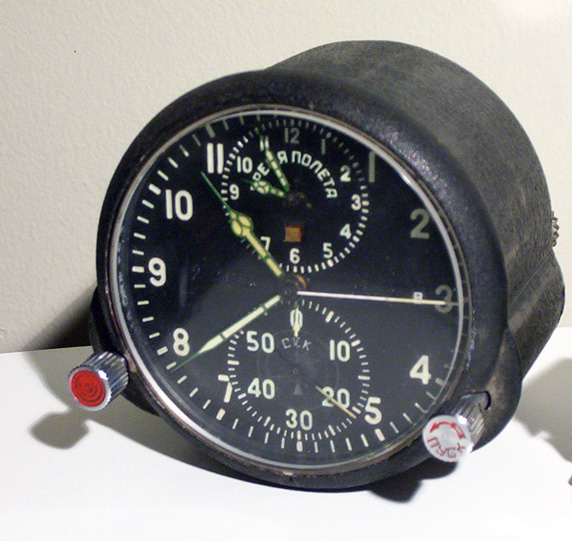
Авиационные часы АЧС-1М
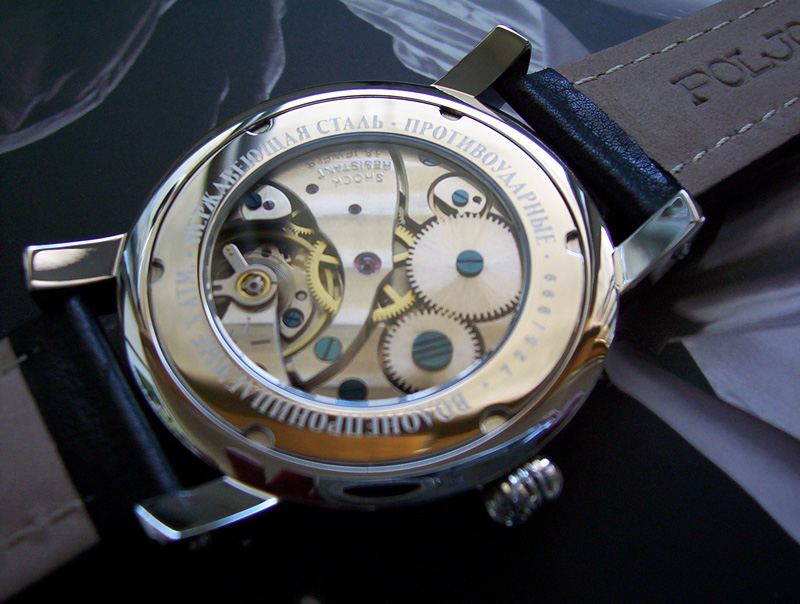
Наручные часы «Молния»
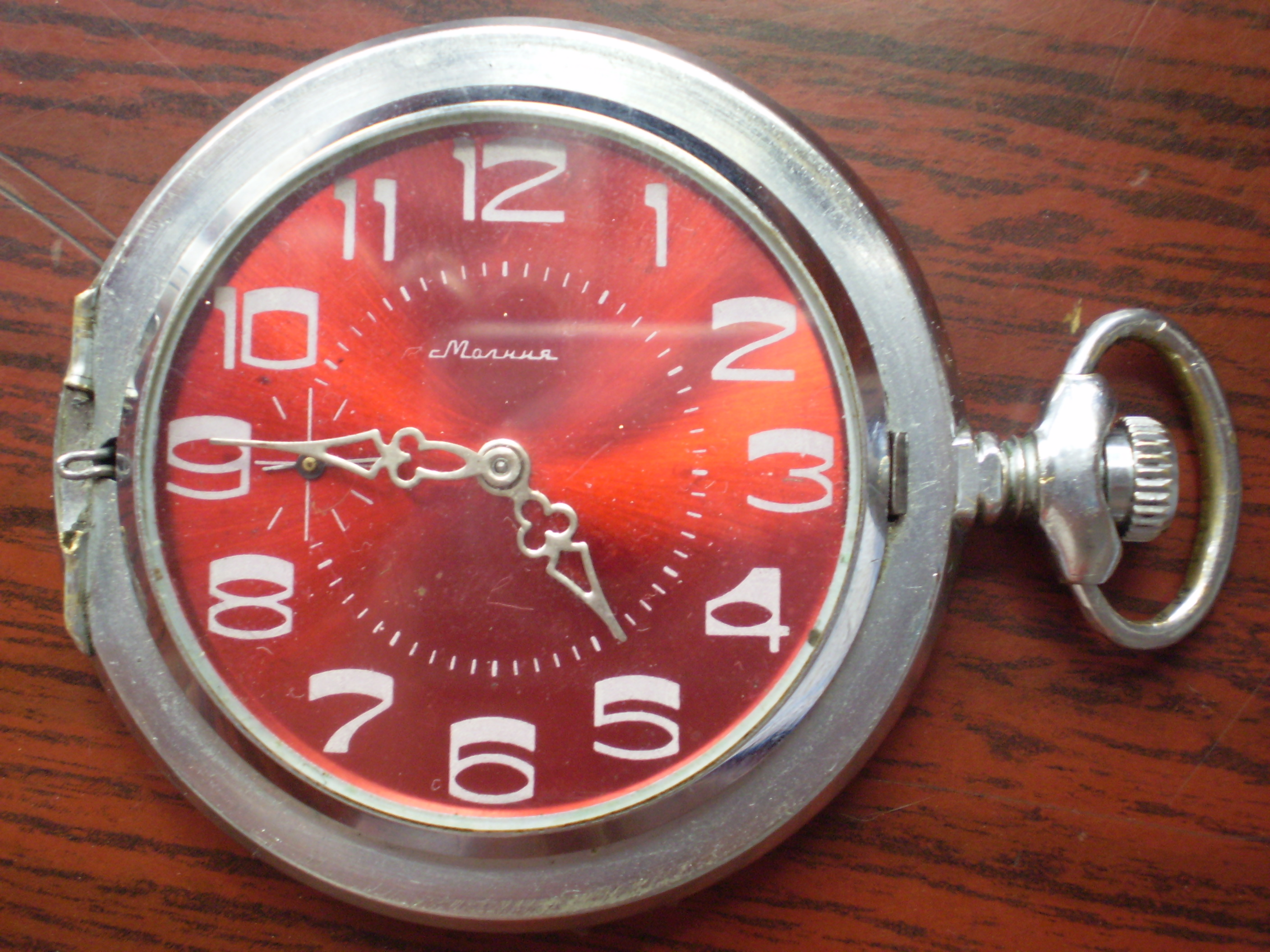
Карманные часы «Молния»
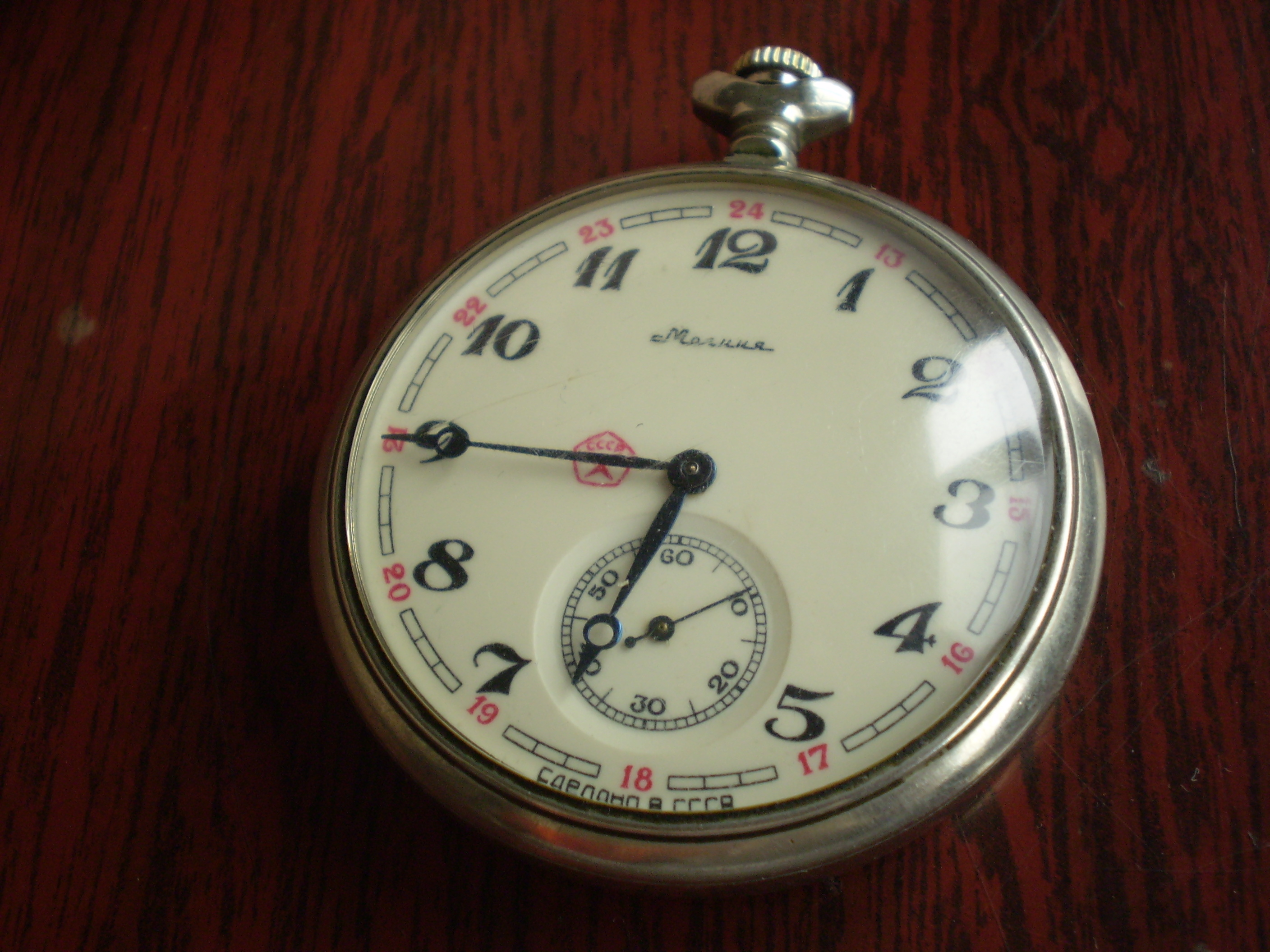
Часы «Молния»
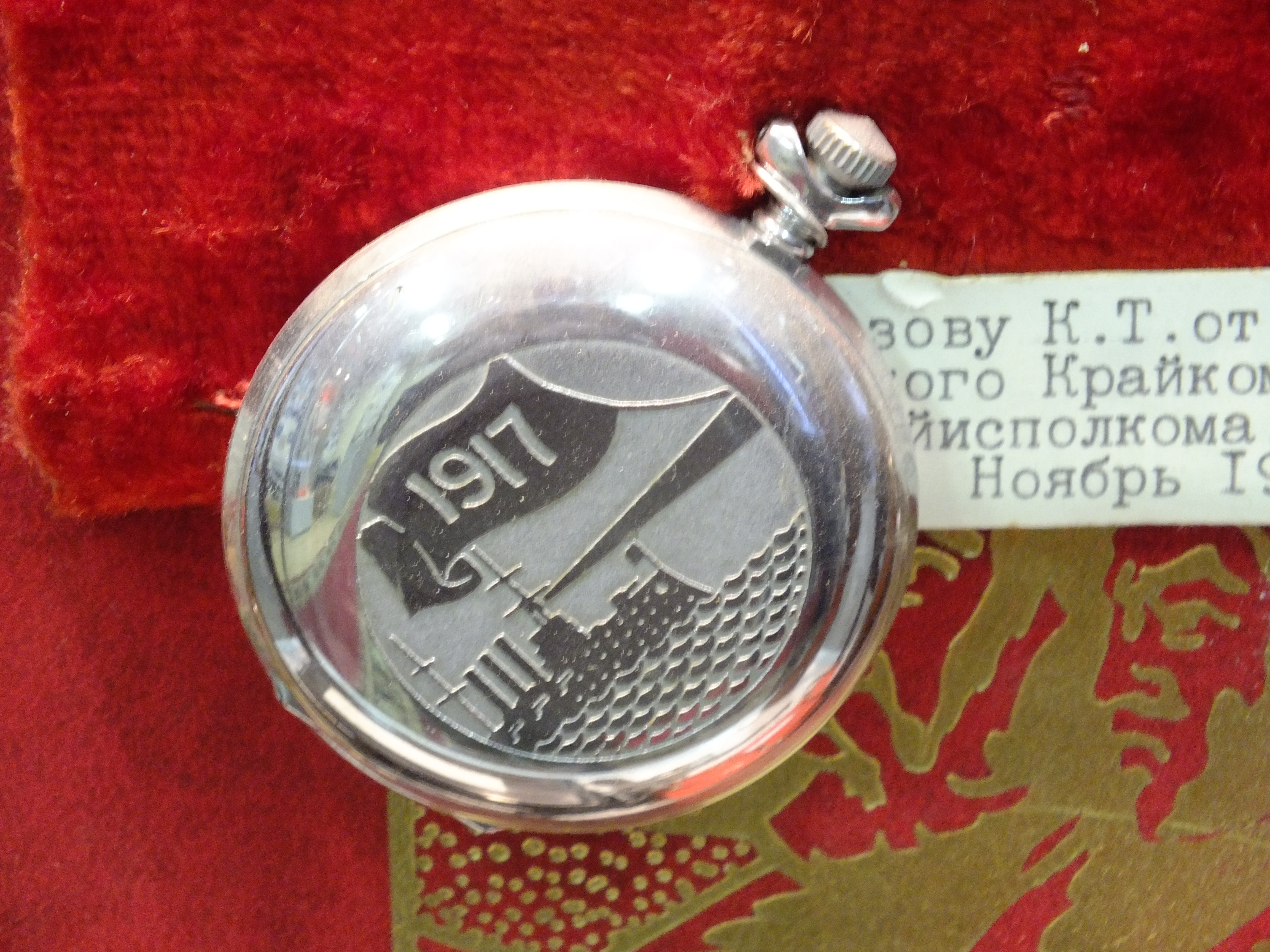
Юбилейный выпуск, в связи с 60-й годовщиной Великой Октябрьской социалистической революции, 1977 год
Коллекционные часы "Молния" с чеканным циферблатом и механизмом 3602